# 大宇・ラノス
大宇・ラノス(대우 라노스)は韓国の大宇自動車が生産、販売していた小型乗用車。

## 歴史

### ラノス（T100、1996年 - 2000年）

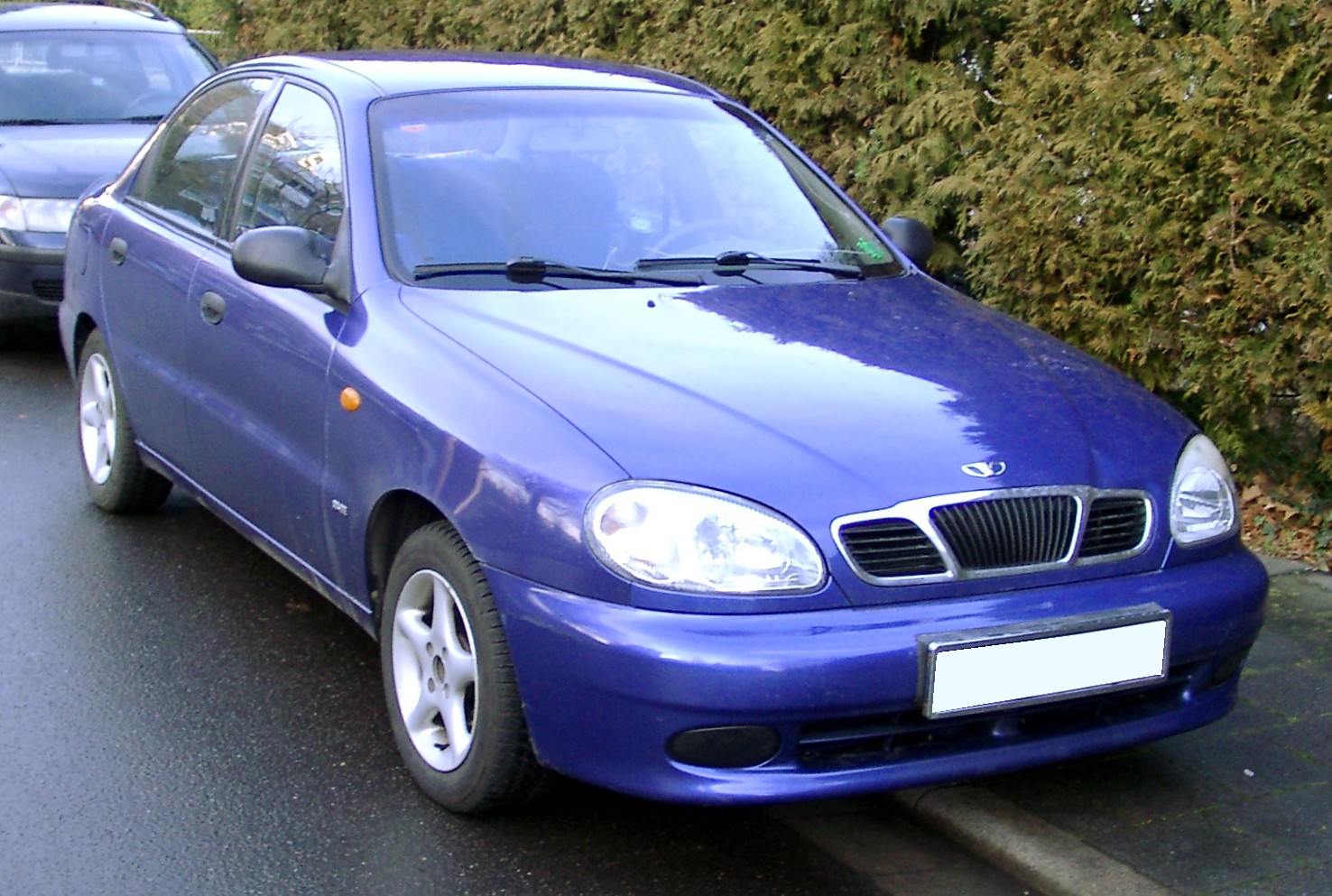
フロント

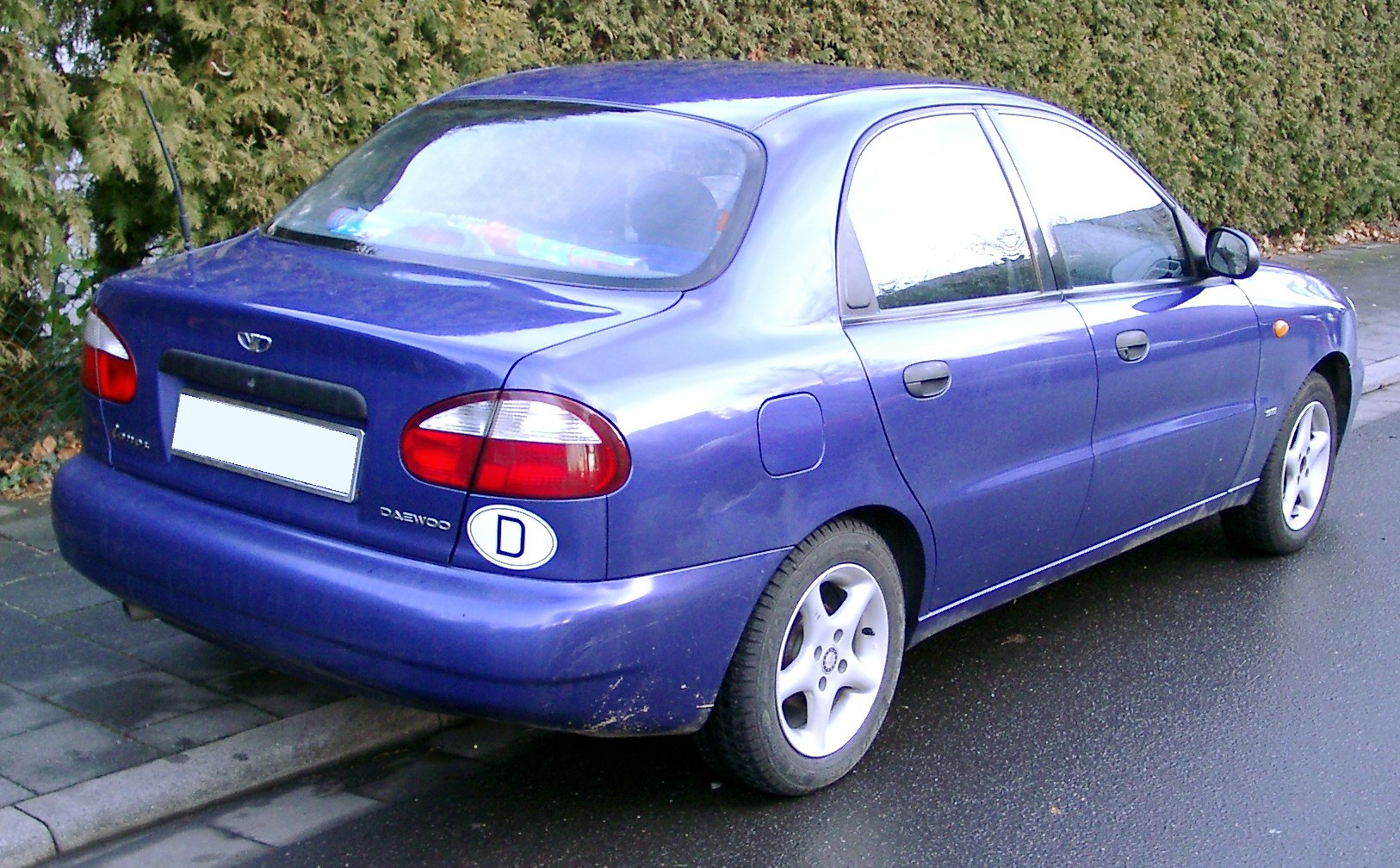
リア

1994年から大宇自動車が引き受けたイギリスのワーディング・テクニカル・センターで開発された。
1996年11月16日にルマンとシエロ/ネクシアの後継車種として発売された。 韓国の小型車としては初めてデュアルエアバッグとCDプレーヤーを搭載し、 ヒュンダイ・アクセントとキア・アベラに対抗するために商品性と競争力を高めた。デザインはジウジアーロによるものである。
1997年には、 3/5ドアハッチバックモデルのラノス・ロメオ/ジュリエットが発売され、1.3L SOHCエンジンも追加した。1998年にはロミオベースのカブリオレモデルを発売する予定だったが中止された。1999年には赤色の革シートとドアトリムなどを採用し、フロントバンパーとリアランプのデザインが変更されたラノス・ロミオ/ジュリエットのスポーツモデルを発表した。
ポーランドでは、FSO・ラノスの名称で2004年まで現地生産を行っていた。

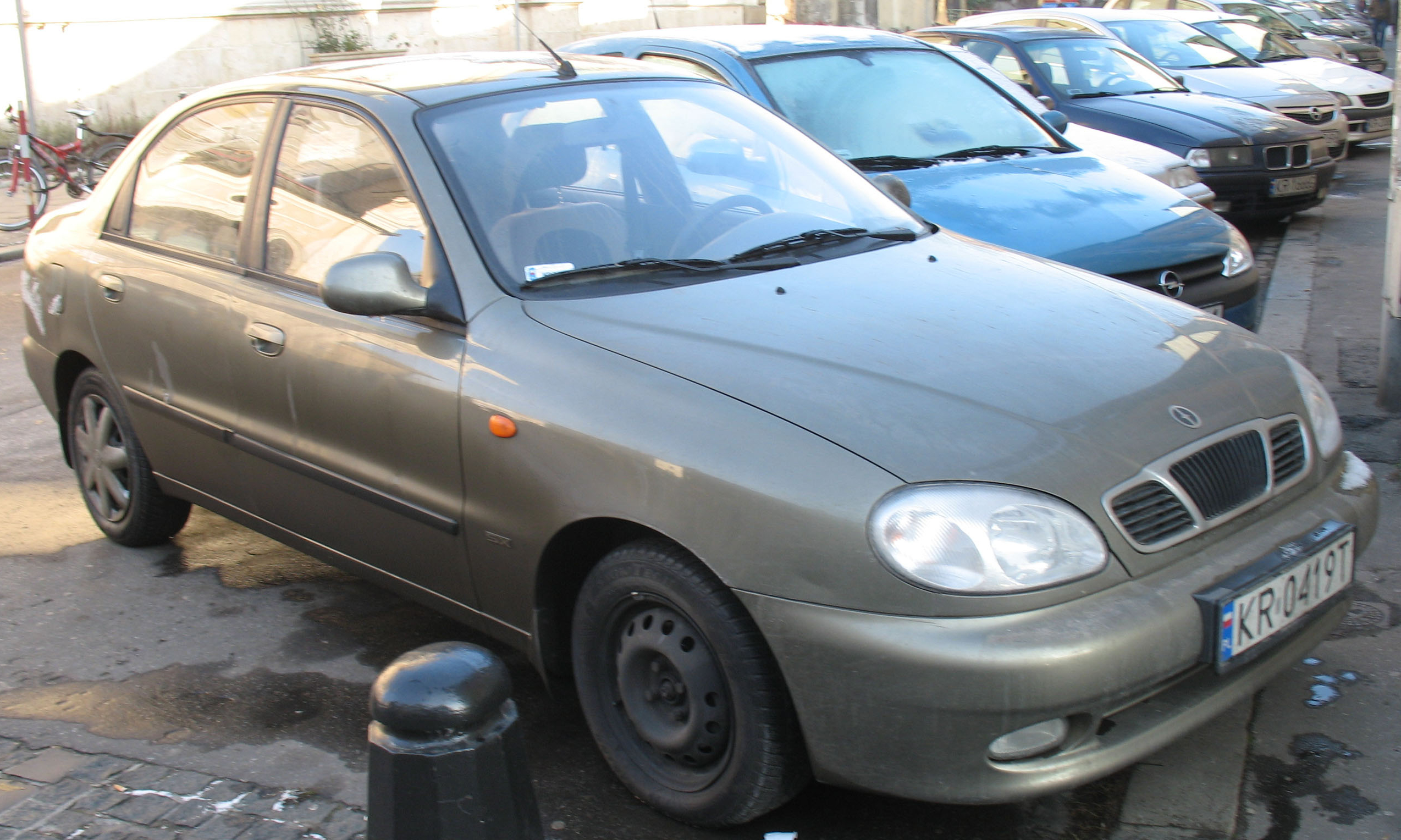
FSO・ラノス(フロント)
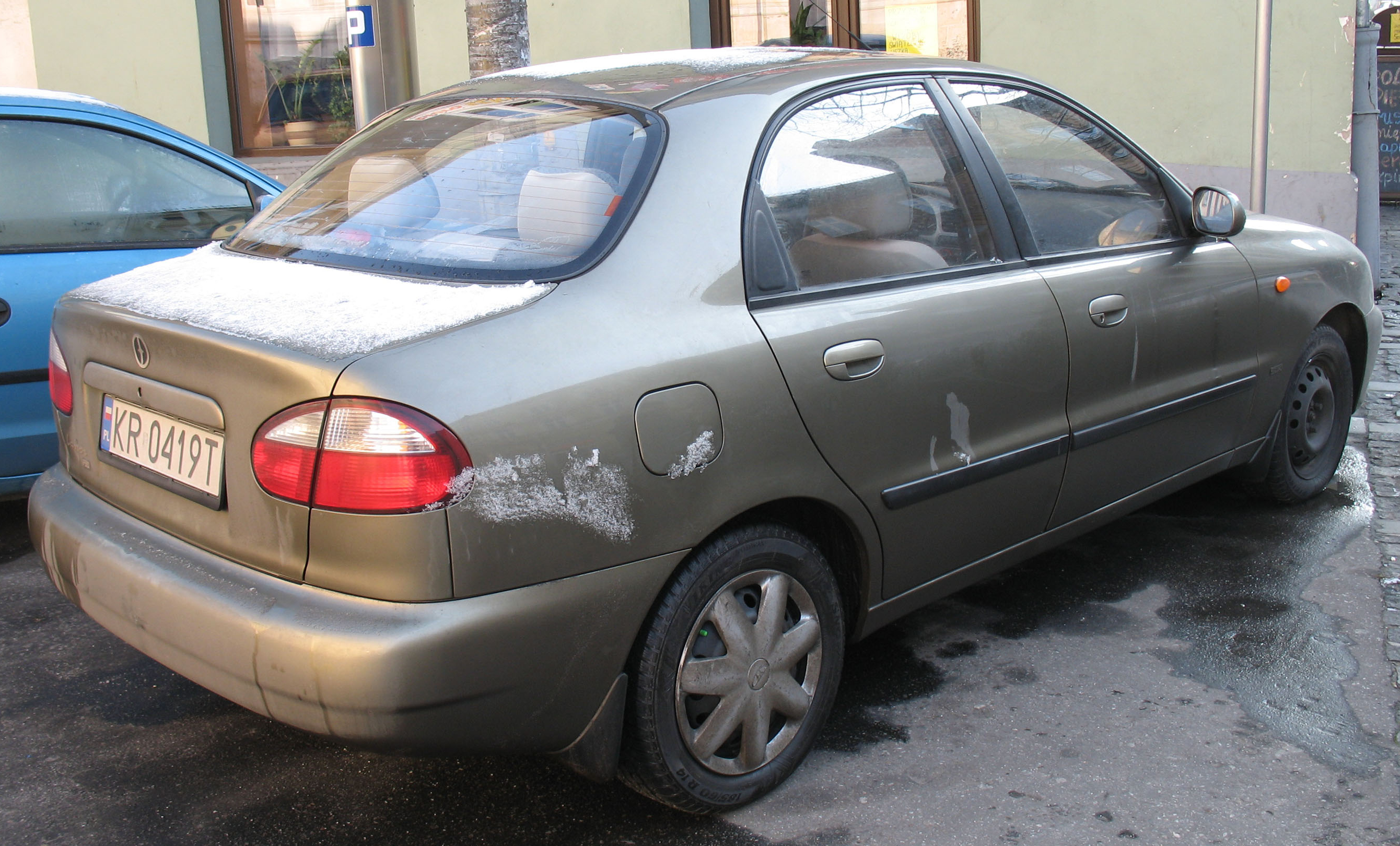
FSO・ラノス(リア)
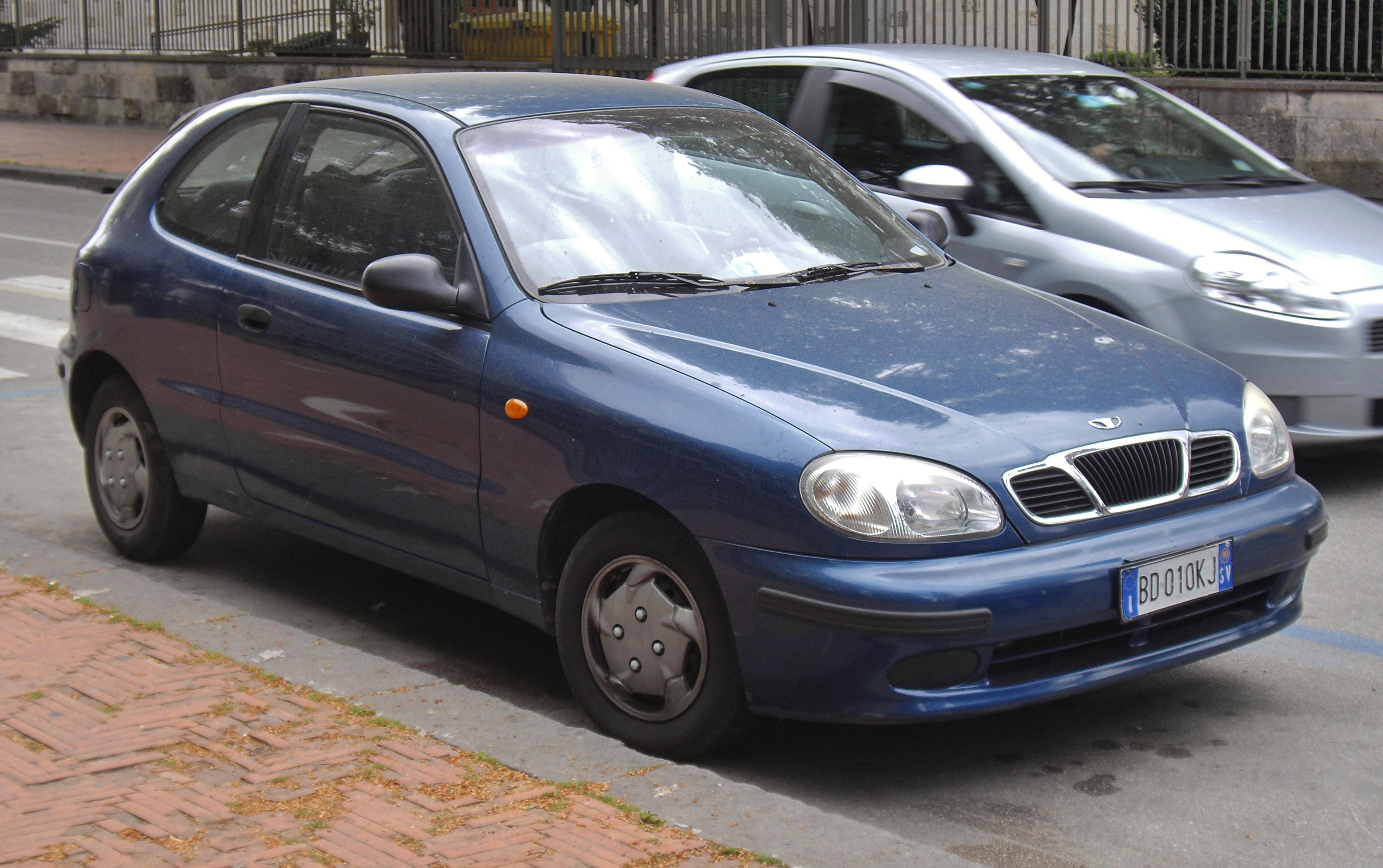
ラノス・ロミオ(フロント)
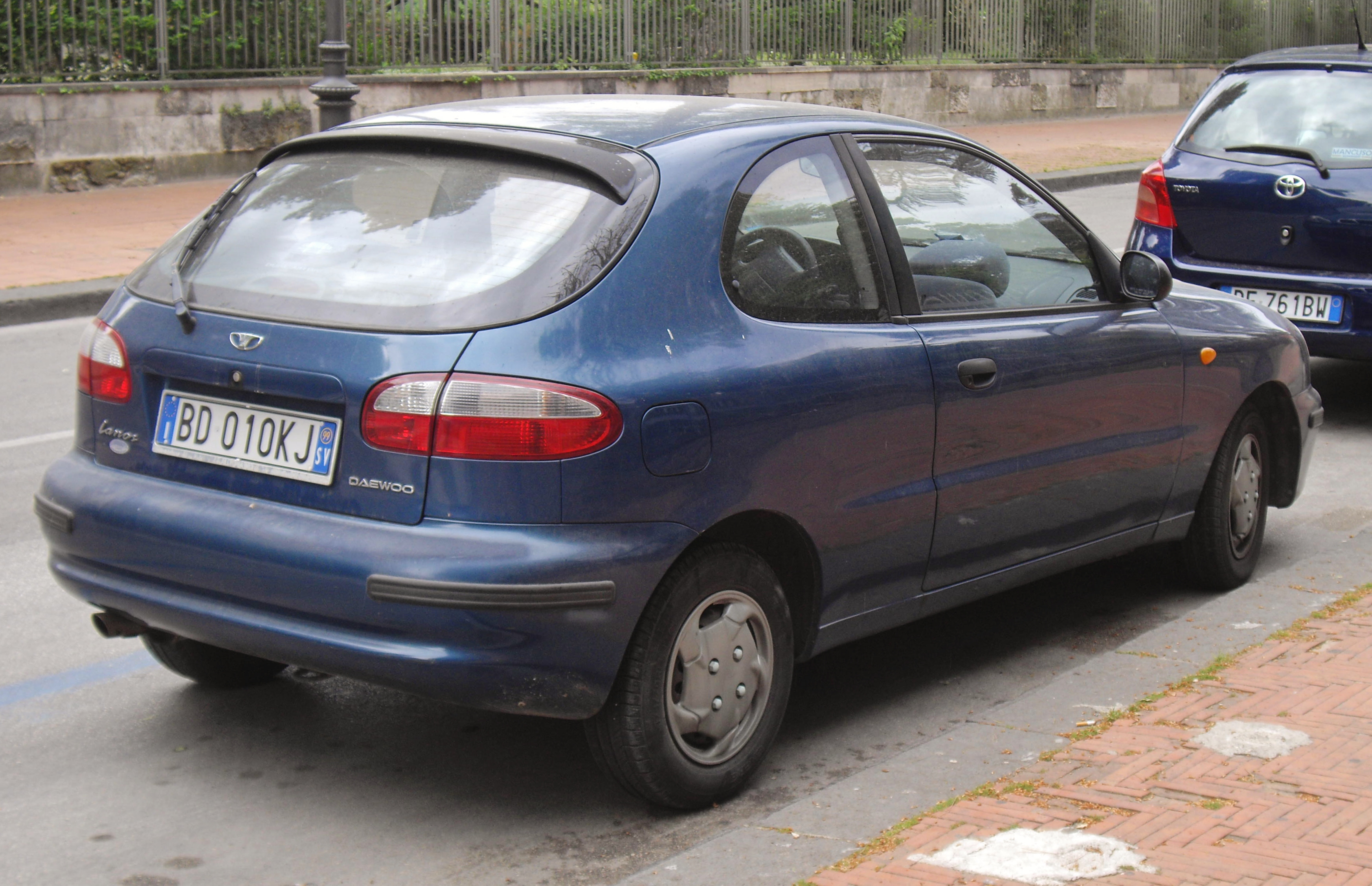
ラノス・ロミオ(リア)
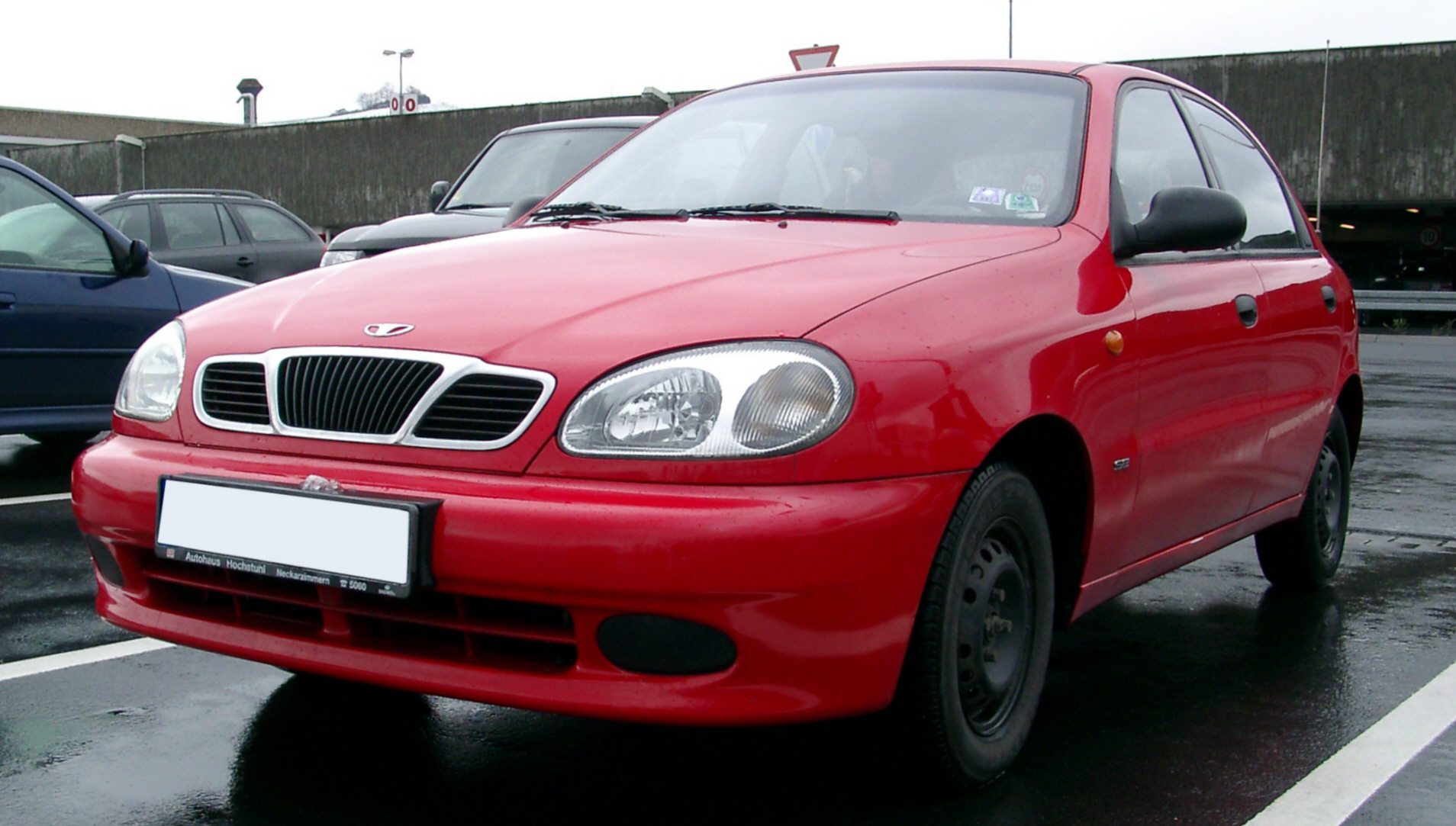
ラノス・ジュリエット(フロント)
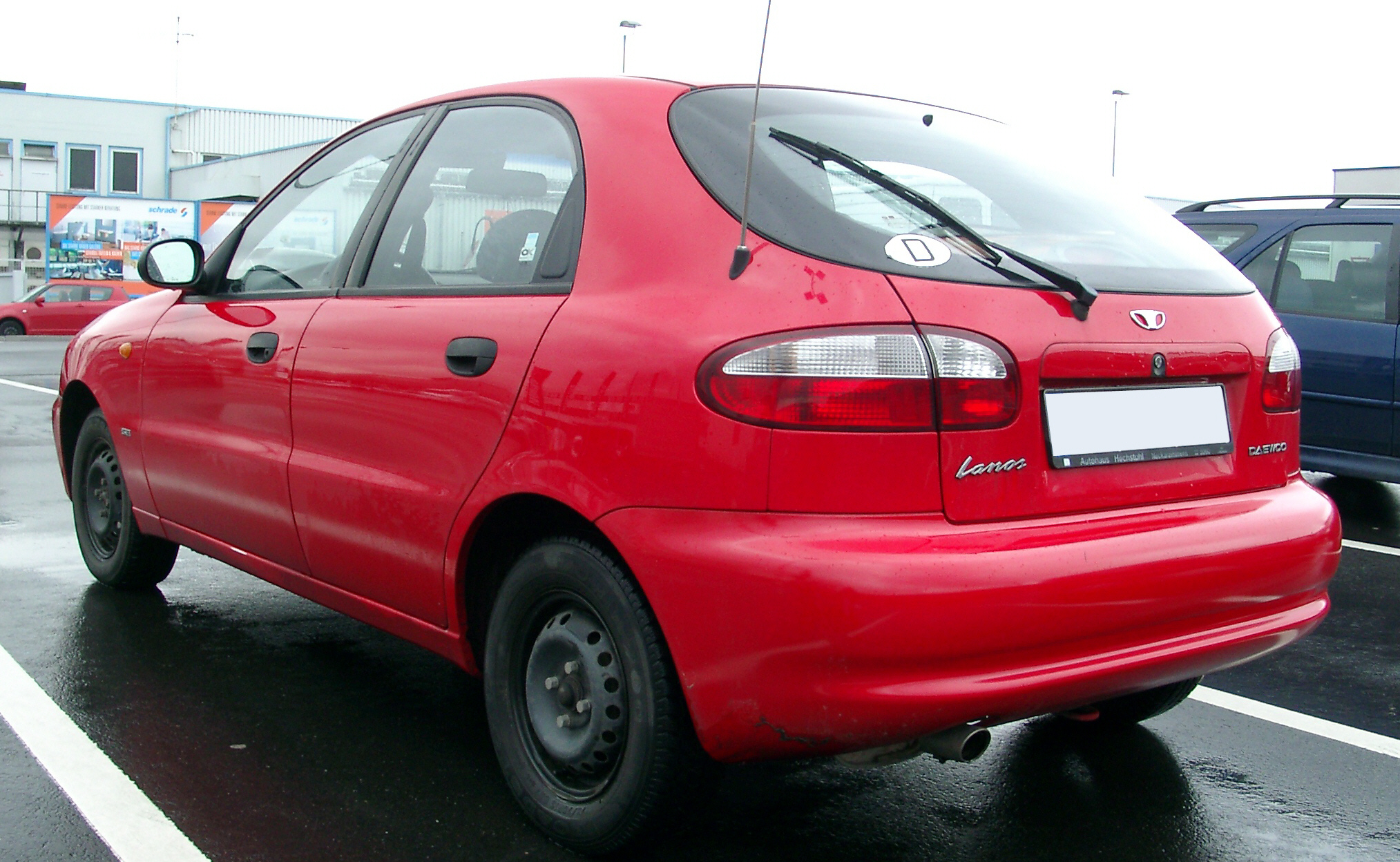
ラノス・ジュリエット(リア)
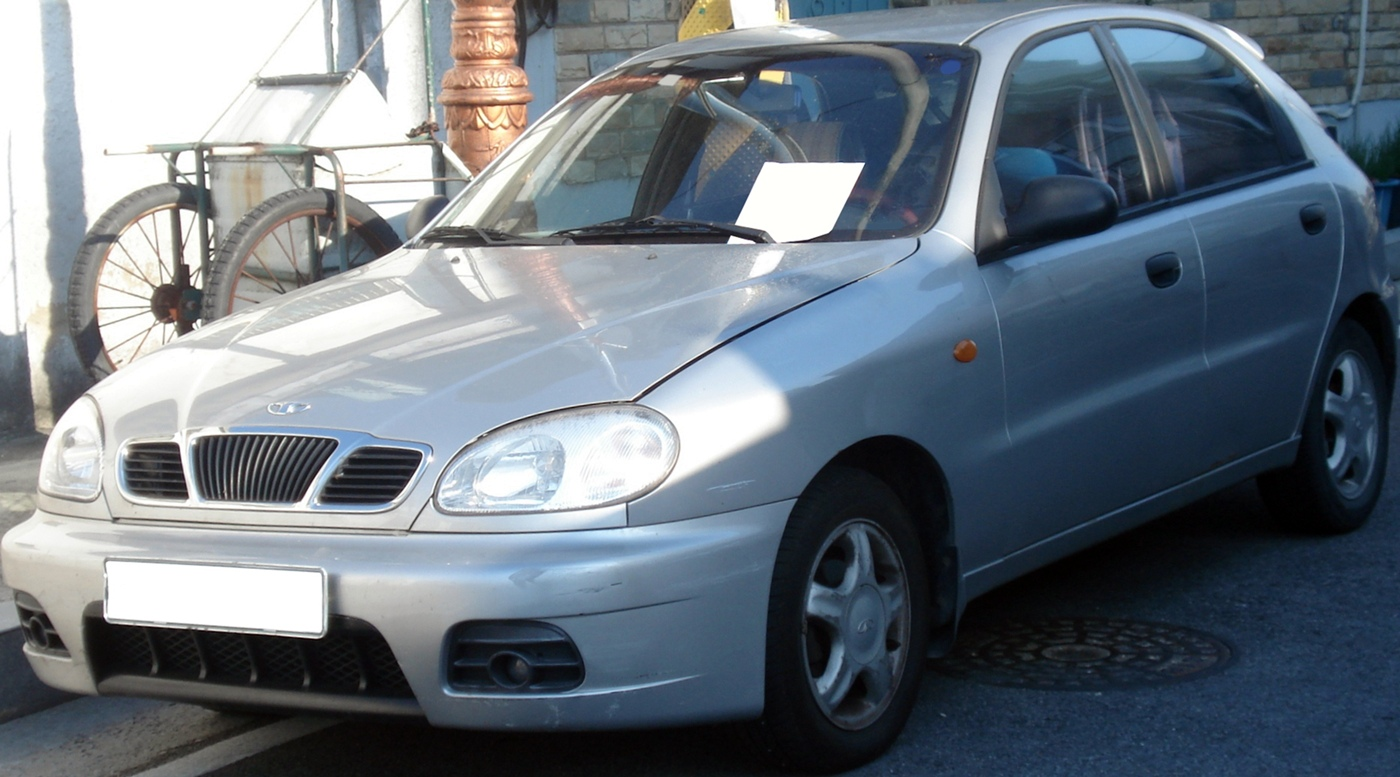
ラノス・ジュリエットスポーツ(フロント)
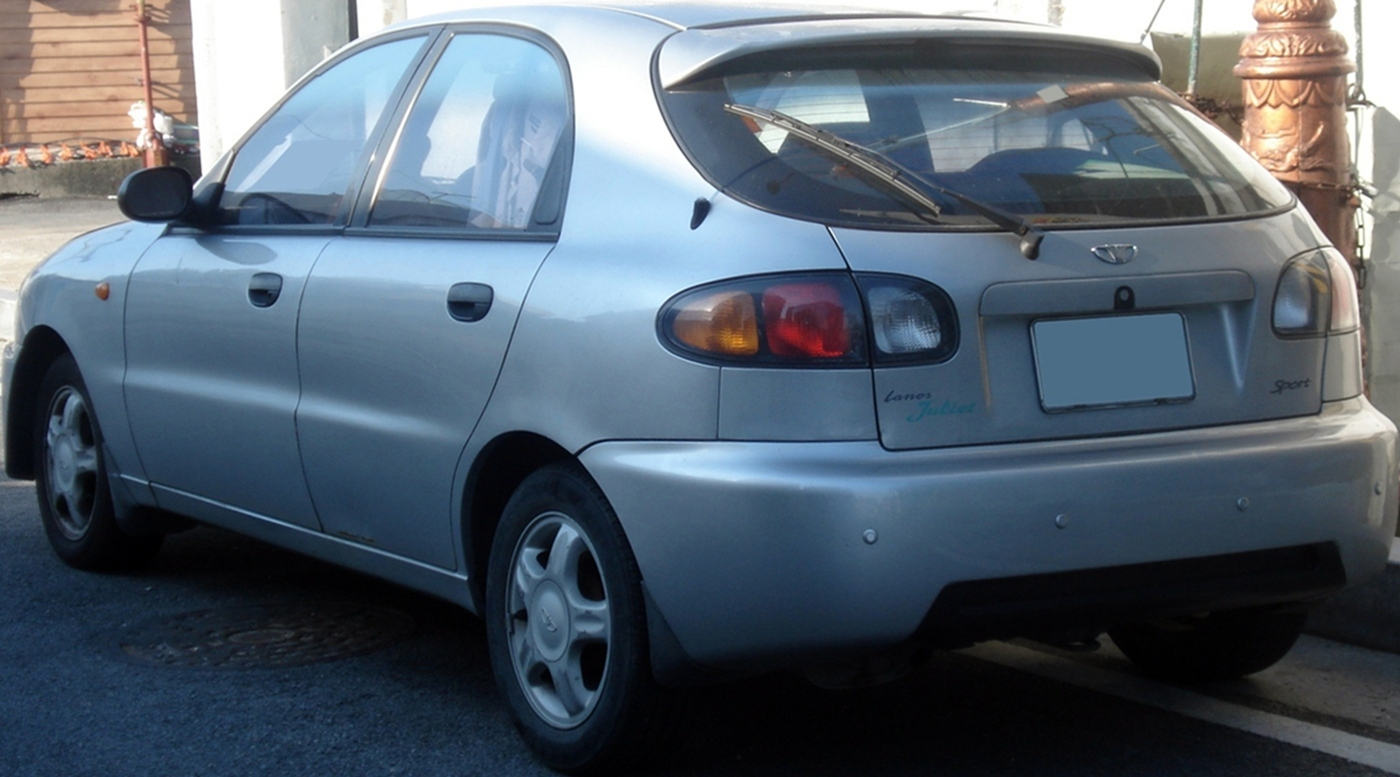
ラノス・ジュリエットスポーツ(リア)

### ラノス・II（T150、2000年 - 2002年）

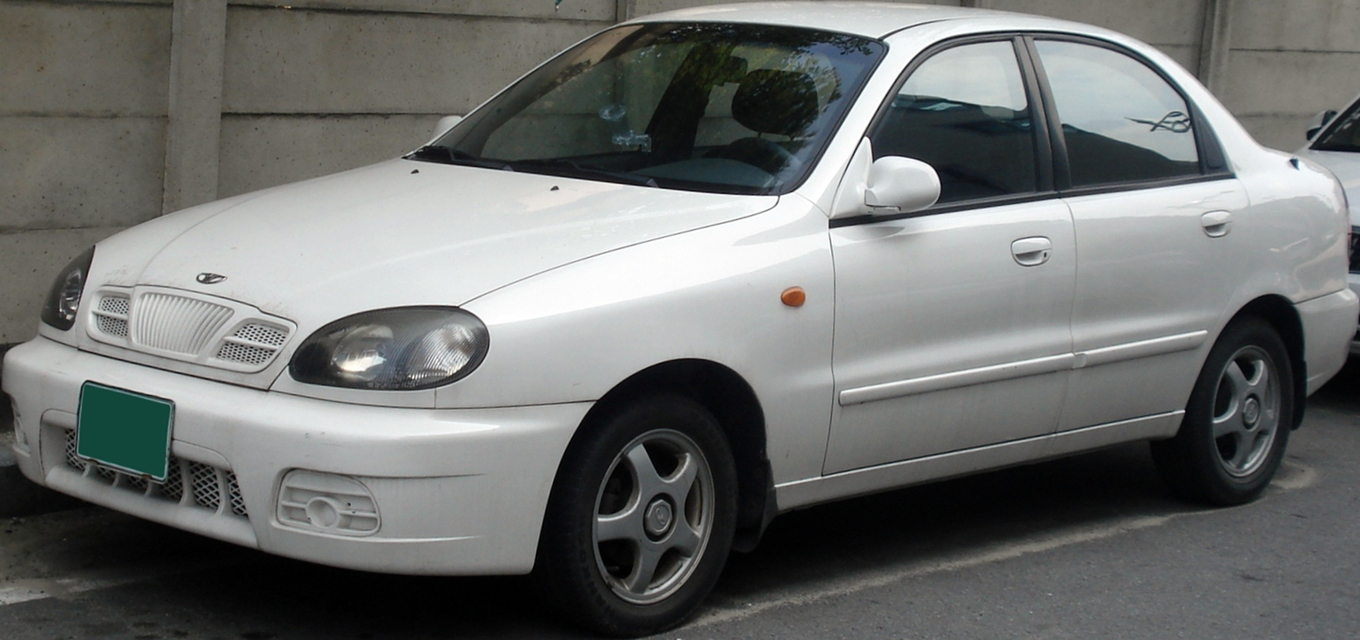
ラノス・II(フロント)

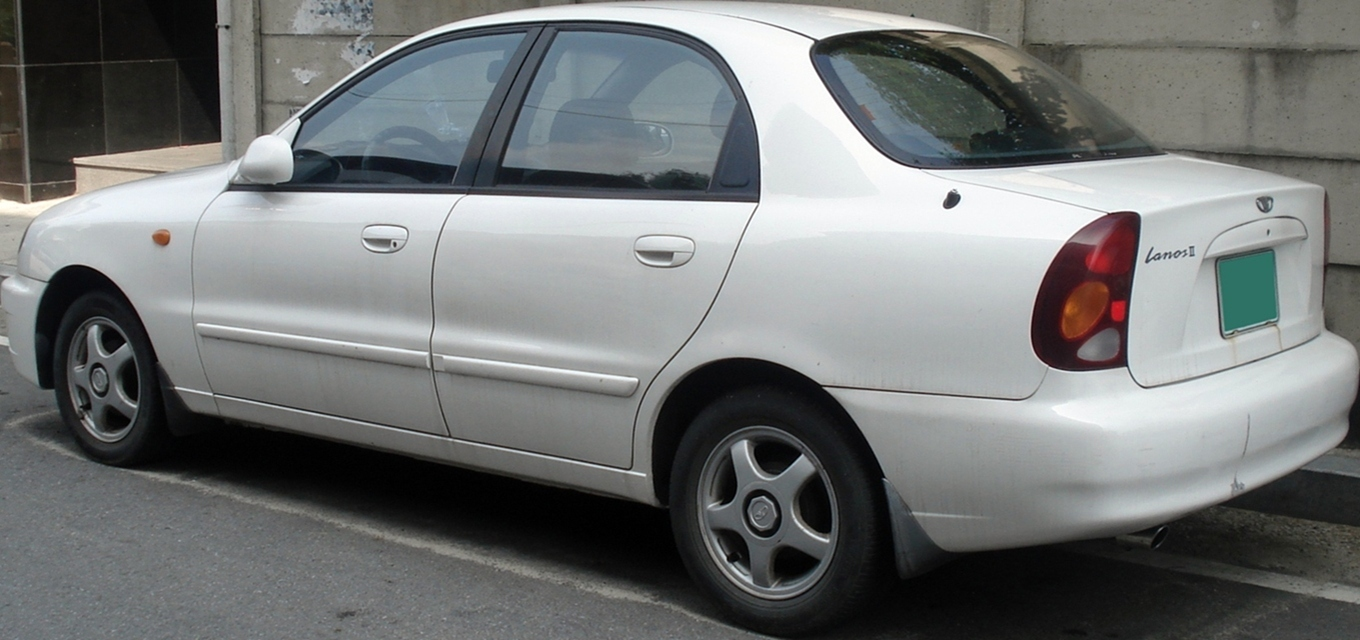
ラノス・II(リア)

ヒュンダイと起亜自動車がそれぞれ1999年にヴェルナとリオを投入し小型車市場の主導権を握るようになると、大宇は対抗して2000年4月27日にマイナーチェンジモデルのラノス・IIを発売した。広告には、映画俳優のチョン・ウソンがモデルとして登場した。フェイスリフトはセダンのみ行われたが、フロントビューはロミオ/ジュリエットスポーツのスポーツバンパーとブラックベゼルヘッドランプが全グレードに採用された程度であった。一方、リアビューはテールライトを横型から縦型へ変えるなど大きく変更され、内装も改善された。なお、ロミオ/ジュリエットスポーツはスポーツバンパーが全グレードに採用されたため廃止されている。2002年4月に後継車種の大宇・カロスが発売されたことにより生産終了した。

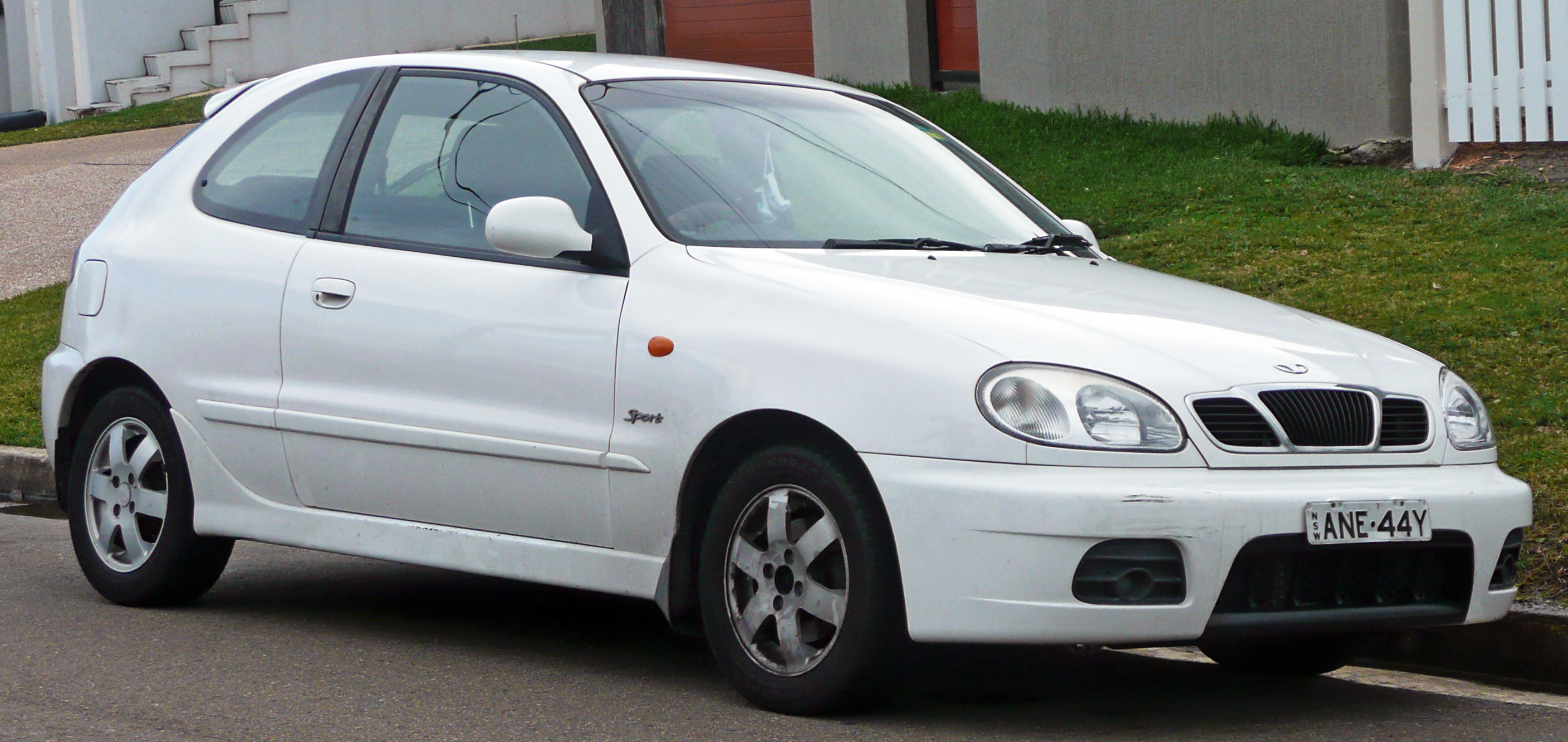
ラノス・ロミオ(フロント)
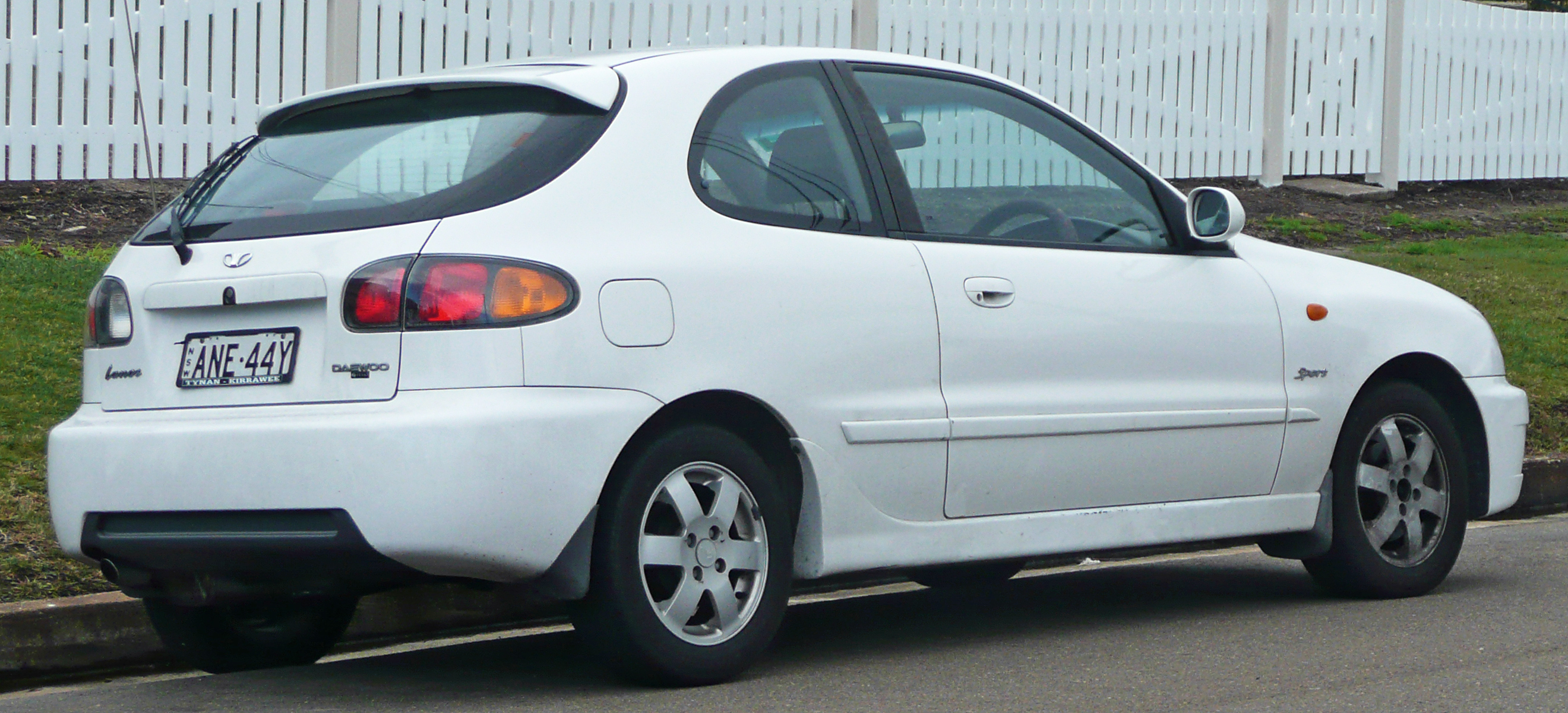
ラノス・ロミオ(リア)

## 車名の由来
ラテン語で「楽しい」を意味する"Latus"と私たちを意味する"Nos"の合成語であり、 "私たちを楽しませる車"という意味を持っている。